# Aeroporto Capitão de Av. Emilio Beltrán
O Aeroporto Capitão de Av. Emilio Beltrán (IATA: GYA, ICAO: SLGY) é um aeroporto localizado no município de Guayaramerín, no departamento Beni,  Bolívia, fronteira com a cidade brasileira de Guajará-Mirim.

## Navegação Aérea
Uma carta de acordo operacional entre o  Brasil e a  Bolívia detalha a organização do espaço aéreo das cidades gêmeas Guajará-Mirim e Guayaramerín. Onde o serviço de tráfego aéreo é prestado pela torre de Guayaramerín (SLGM) e a rádio Guajará-Mirim (SBGM) a suas respectivas cidades.

## Companhias Aéreas e Destinos
| Companhias    | Destinos                                 |
| ------------- | ---------------------------------------- |
| TAM - Militar | Trinidad, Riberalta                      |
| Ecojet        | Trinidad, Cochabamba, Santa Cruz, La Paz |
| Aerocon       | Trinidad                                 |